# راندال ستون
راندال ستون (بالإنجليزية: Randall Stone)‏ هو عالم سياسة أمريكي، ولد في القرن العشرين.

## وصلات خارجية
- الموقع الرسمي